# غازهای وحشی (فیلم ۱۹۷۸)
غازهای وحشی (به انگلیسی: The Wild Geese) یک فیلم سینمایی جنگی بریتانیایی محصول سال ۱۹۷۸ میلادی به کارگردانی اندرو وی. مک لاگلن و با بازیگری ریچارد برتون، راجر مور، ریچارد هریس، کریس چیتل و هاردی کروگر. داستان این فیلم مربوط به گروهی از سربازانِ مزدبگیر (مزدور) اروپایی است که از یک پولدار انگلیسی باید در ازای آزادی یک رئیس‌جمهور آفریقایی پول دریافت کنند.
قسمت دوم این فیلم با عنوان غازهای وحشی ۲ در سال ۱۹۸۵ اکران شد.

## تولید
این فیلم براساس رمانی به نام غازهای وحشی ساخته شده بود که یوان لوید قبل از انتشار آن را خواند. او آن را انتخاب کرد و برای نوشتن فیلمنامه رجینال رز را استخدام کرد. بودجه فیلم ۹ میلیون دلار بود.
بیشتر تجهیزات نظامی مورد استفاده در این فیلم از ارتش آفریقای جنوبی گرفته شده‌است. با این حال مقداری سلاح ویژه نیاز به واردات از انگلیس داشت.